# Оническу, Октав
Октав Оническу (рум. Octav Onicescu; 20 августа 1892, Ботошани — 19 августа 1983, Бухарест) — румынский математик, педагог, профессор (с 1929), доктор философии (1920), действительный член Румынской академии (1965).

## Биография
В 1913 окончил Бухарестский университет. С 1914 по 1916 работал учителем математики в гимназии, недалеко от Тырговиште.
В 1916—1918 годах участвовал в Первой мировой войне. В 1919 продолжил обучение в Римском университете Ла Сапиенца под руководством Туллио Леви-Чивита.
В июне 1920 получил степень доктора философии.
В 1922 году вернулся в Бухарест, где начал свою 40-летнюю карьеру в местном университете. В 1924 году стал преподавать курс теории вероятностей.
С 1928 г. — профессор Бухарестского университета. В 1930 году организовал Школу статистики и создал Институт вычислений, на протяжении многих лет был его директором.
В 1936 вступил в ряды Железной гвардии.
В 1933 избран членом-корреспондентом, а с 4 февраля 1965 года — действительным членом Румынской академии.
Один из организаторов в 1934 Балканского союза математиков и президент его Румынского комитета.
Член Международного статистического института.

## Научная деятельность
Основные работы относятся к алгебре, дифференциальной геометрии, топологии, анализу, функциональному анализу, теории функций комплексного переменного, теории функций действительного переменного, теории вероятностей, математической статистике, общей механике, статистической механике.
Совместно с Г. Михоком работал над обобщением цепей Маркова.